# 永和山
永和山，是臺灣苗栗縣三灣鄉的一個傳統地域名稱，位於該鄉南半葉的西北部。相較於今日行政區，其範圍大致與永和村相近。
永和山水庫位於本地區北部。

## 歷史
台灣清治末期至日治初期，永和山地區為一街庄，稱為「永和山庄」，隸屬於竹南一堡。該庄北與東興庄為鄰，東北與內灣庄為鄰，東與下林坪庄為鄰，東南邊為大河底庄，西南邊為大坪林庄，西邊為濫坑庄。
1901年（日治明治三十四年）11月，全台廢縣廳改設二十廳，該庄隸屬於新竹廳。1909年（明治四十二年）10月，合併二十廳為十二廳，該庄隸屬不變。1920年（大正九年），廢十二廳改設五州二廳，該庄改制為「永和山」大字，隸屬於新竹州竹南郡三灣庄。
戰後三灣庄改制為三灣鄉，隸屬於新竹縣，大字亦改制為村。1950年桃、竹、苗分治，三灣鄉改隸屬於苗栗縣。

## 聚落
本地區發展較早的聚落有北坑、浮橋、上雙坑、大湖、大河底等，在日治期初期的官方地圖上已有記載。此外，本地區尚有沙坑、明坑、永和山、石馬店、九份寮、楠樹窩等聚落。

## 交通
鄉道苗5線是頭份至下林坪的道路，大致北北西—南南東走向轉橫向再轉縱向再轉西南西—東北東走向蜿蜒經過永和山地區西北部邊界地帶並橫貫中部。由該道路向北北西轉北北東再轉西北可前往東興、頭份市區東南側並止於濱江街口，向東北東轉北北東再轉南南東可前往下林坪並止於省道台3線路口。
鄉道苗17線是斗煥坪至暗潭坑的道路，大致以北北東—南南西走向轉東北—西南走向蜿蜒經過本地區。由該道路向北北東可前往內灣、斗換坪東側並止於縣道124號路口，向西南可前往大坪林的下雙坑、大桃坪的三百六坑並止於暗潭坑西側山區。本道路與鄉道苗5線有一段路共線。
鄉道苗17-3線是三灣至永和山水庫的道路，其西側端點位於本地區北部邊界地帶的永和山水庫管理處後門。由此向東南東大致沿本地區北部邊界地帶蜿蜒而行，出境後可前往小份坑、三灣市區並止於縣道124號路口。

## 學校
- 三灣國小永和分班 (已於民國一〇二年八月一日廢校)

## 水利設施
- 永和山水庫

## 廟宇
- 永和山福德祠（土地祠）